# Dystasia semicana
Dystasia semicana är en skalbaggsart som beskrevs av Francis Polkinghorne Pascoe 1864. Dystasia semicana ingår i släktet Dystasia och familjen långhorningar. Inga underarter finns listade i Catalogue of Life.